# Кузнецов, Павел Ефимович
Павел Ефимович Кузнецов (10 мая 1920 года, д. Старые Тойси, Батыревский уезд, Чувашия — 1 декабря 1992 года, там же) — Герой Советского Союза (1944), участник Великой Отечественной войны.

## Биография
Родился 10 мая 1920 года в деревне Старые Тойси, ныне Батыревского муниципального округа Чувашии. После окончания 6 классов в 1934 году трудился в колхозе, затем трактористом в Чкаловской МТС Алатырского района Чувашской АССР. С 1940 года служил в Красной Армии на западной границе СССР.
С июня 1941 года участвовал в Великой Отечественной войны. Был командиром отделения 465-го стрелкового полка (167-я стрелковая дивизия, 38-я армия, 1-й Украинский фронт), старший сержант.
В 1943 году отличился в боях за Киев. Указом Президиума Верховного Совета СССР «О присвоении звания Героя Советского Союза генералам, офицерскому, сержантскому и рядовому составу Красной Армии» от 10 января 1944 года за «образцовое выполнение боевых заданий командования на фронте борьбы с немецко-фашистскими захватчиками и проявленные при этом отвагу и геройство» удостоен звания Героя Советского Союза с вручением ордена Ленина и медали «Золотая Звезда».
В декабре 1945 года демобилизован из-за ранений. В 1951 году вступил в ВКП(б)/КПСС.
Жил в родном селе, работал кузнецом в ордена Ленина колхозе «Гвардеец» Батыревского района Чувашии.
Умер 1 декабря 1992 года в родном селе Старые Тойси, ныне Батыревского муниципального округа Чувашии.
Был также награждён орденом Отечественной войны 1-й степени, медалями. Занесён в Книгу Трудовой Славы и Героизма Чувашской АССР (1978 г.).
В родной деревне на доме, где жил Герой, установлена мемориальная доска.